# 穏やか貴族の休暇のすすめ。
『穏やか貴族の休暇のすすめ。』（おだやかきぞくのきゅうかのすすめ）は、岬による日本のライトノベル。「小説家になろう」にて2014年1月より『休暇だと思って楽しみます。』のタイトルで連載中。書籍版はTOブックスより2018年6月から刊行されている。イラストはさんどが担当している。2025年4月時点でシリーズ累計部数は180万部を突破している。
作画を百地、構成を8KEYが担当する漫画版が『comicコロナ』にて連載。2021年からは構成を孫之手ランプが担当している。2022年4月からは『コロナEX』開設に伴い最新話連載が移籍している。ドラマCD、舞台、朗読劇などのメディアミックスがなされており、アニメ化も発表されている。

## 既刊一覧

### 小説
- 岬（著）・さんど（イラスト）、TOブックス、既刊22巻（2025年4月15日現在）
  - 『穏やか貴族の休暇のすすめ。』2018年6月9日発売[6]、ISBN 978-4-86472-701-3
  - 『穏やか貴族の休暇のすすめ。2』2018年10月10日発売[7]、ISBN 978-4-86472-743-3
  - 『穏やか貴族の休暇のすすめ。3』2018年12月10日発売[8]、ISBN 978-4-86472-760-0
  - 『穏やか貴族の休暇のすすめ。4』2019年3月9日発売[9]、ISBN 978-4-86472-787-7
  - 『穏やか貴族の休暇のすすめ。5』2019年6月10日発売[10]、ISBN 978-4-86472-816-4
  - 『穏やか貴族の休暇のすすめ。6』2019年8月10日発売[11]、ISBN 978-4-86472-838-6
  - 『穏やか貴族の休暇のすすめ。7』2019年12月10日発売[12]、ISBN 978-4-86472-864-5
    - ドラマCD＆書き下ろし短編付き 同日発売[13]、ISBN 978-4-86472-865-2

  - 『穏やか貴族の休暇のすすめ。8』2020年3月10日発売[14]、ISBN 978-4-86472-937-6
  - 『穏やか貴族の休暇のすすめ。9』2020年6月10日発売[15]、ISBN 978-4-86699-004-0
  - 『穏やか貴族の休暇のすすめ。10』2020年9月10日発売[16]、ISBN 978-4-86699-036-1
    - ドラマCD2＆書き下ろし短編付き 同日発売[17]、ISBN 978-4-86699-037-8

  - 『穏やか貴族の休暇のすすめ。11』2020年12月10日発売[18]、ISBN 978-4-86699-091-0
  - 『穏やか貴族の休暇のすすめ。12』2021年4月10日発売[19]、ISBN 978-4-86699-134-4
  - 『穏やか貴族の休暇のすすめ。短編集』2021年6月10日発売[20]、ISBN 978-4-86699-230-3
  - 『穏やか貴族の休暇のすすめ。13』2021年9月18日発売[21]、ISBN 978-4-86699-299-0
  - 『穏やか貴族の休暇のすすめ。14』2021年12月10日発売[22]、ISBN 978-4-86699-374-4
    - ドラマCD3＆書き下ろし短編付き 同日発売[23]、ISBN 978-4-86699-375-1

  - 『穏やか貴族の休暇のすすめ。15』2022年4月20日発売[24]、ISBN 978-4-86699-447-5
  - 『穏やか貴族の休暇のすすめ。16』2022年7月9日発売[25]、ISBN 978-4-86699-557-1
    - ドラマCD4＆書き下ろし短編付き 同日発売[26]、ISBN 978-4-86699-558-8

  - 『穏やか貴族の休暇のすすめ。短編集2』2022年12月10日発売[27]、ISBN 978-4-86699-719-3
  - 『穏やか貴族の休暇のすすめ。17』2023年4月20日発売[28]、ISBN 978-4-86699-772-8
    - DJCD＆書き下ろし短編付き 同日発売[29]、ISBN 978-4-86699-780-3

  - 『穏やか貴族の休暇のすすめ。18』2024年4月15日発売[30]、ISBN 978-4-86794-148-5
    - ドラマCD5＆書き下ろし短編付き 同日発売[31]、ISBN 978-4-86794-149-2

  - 『穏やか貴族の休暇のすすめ。19』2024年10月15日発売[32]、ISBN 978-4-86794-339-7
  - 『穏やか貴族の休暇のすすめ。20』2025年4月15日発売[3]、ISBN 978-4-86794-542-1

### 漫画
- 岬（原作）・百地（漫画）・8KEY（構成[注 1]）・孫之手ランプ（構成[注 2]）・さんど（キャラクター原案） 『穏やか貴族の休暇のすすめ。@COMIC』 TOブックス〈コロナ・コミックス〉、既刊12巻（2025年4月15日現在）
  1. 2019年6月1日発売[33]、ISBN 978-4-86472-819-5
  2. 2019年11月15日発売[34]、ISBN 978-4-86472-875-1
  3. 2020年5月25日発売[35]、ISBN 978-4-86472-989-5
  4. 2020年11月14日発売[36]、ISBN 978-4-86699-082-8
  5. 2021年6月1日発売[37]、ISBN 978-4-86699-233-4
  6. 2021年12月1日発売[38]、ISBN 978-4-86699-373-7
  7. 2022年7月15日発売[39]、ISBN 978-4-86699-562-5
  8. 2022年12月15日発売[40]、ISBN 978-4-86699-724-7
  9. 2023年6月15日発売[41]、ISBN 978-4-86699-872-5
  10. 2024年4月15日発売[42]、ISBN 978-4-86794-152-2
  11. 2024年10月15日発売[43]、ISBN 978-4-86794-331-1
  12. 2025年4月15日発売[44]、ISBN 978-4-86794-536-0

### 関連書籍
- 『穏やか貴族の休暇のすすめ。オフィシャルガイドブック』2020年1月25日発売[45]

## メディアミックス

### ドラマCD
2019年より制作されている。単独発売と、原作単行本同梱版の2形態で発売。
1. 2019年12月10日発売[46]
2. 2020年9月10日発売[47]
3. 2021年12月10日発売[48]
4. 2022年7月9日発売[49]
5. 2024年4月15日発売[50]

#### キャスト（ドラマCD）
- リゼル - 斉藤壮馬[46][47][48][49][50]
- ジル - 梅原裕一郎[46][47][48][49][50]
- イレブン - 柿原徹也[46][47][48][49][50]
- スタッド - 福山潤[46][47][48][49][50]
- ジャッジ - 山下大輝[46][47][48][49][50]
- ナハス - 増田俊樹[46][47][48][50]
- 宿主 - KENN[46][47][48][49][50]
- 商人 - 大塚剛央[46]
- 冒険者 - 小林千晃[46][47]
- 用心棒 - 今井文也[46]
- アリム - 諏訪部順一[47]
- アスタルニアのギルド職員 - 小林千晃[48]
- レイ - 鳥海浩輔[49][50]
- ヒスイ - 小林千晃[49][50]
- 冒険者A - 松岡洋平[49]
- 冒険者B - 田所陽向[49]
- 冒険者C - 遠藤広之[49]
- シャドウ - 安元洋貴[50]
- ヴァーミリオン・ピケ - 井上麻里奈[50]
- オリバー - 遠藤広之[50]
- アメリア - 稲垣好[50]
- ケビン - 河西健吾[50]

### Webラジオ
2022年6月3日から7月8日までWEBラジオ『穏やか貴族のラジオのすすめ。』がYouTubeにて配信。2023年4月20日にはDJCDとして発売されている。パーソナリティーはドラマCDのキャストが担当する。
パーソナリティー
- 第1回：斉藤壮馬（リゼル役）・鳥海浩輔（レイ役）
- 第2・3回：福山潤（スタッド役）・増田俊樹（ナハス役）
- 第4・5回：小林千晃（ヒスイ役）・KENN（宿主役）
- 第6回：梅原裕一郎（ジル役）・鳥海浩輔（レイ役）
- DJCD特典：梅原裕一郎（ジル役）・山下大輝（ジャッジ役）

### 朗読イベント
2022年7月10日に一ツ橋ホールにて開催。脚本は沙川りさ、作曲は金巻兼一。キャストはドラマCDと同一。

### 舞台
『穏やか貴族の休暇のすすめ。 〜迷宮と貴婦人の結婚〜』のタイトルで、2022年4月6日から10日まで「CBGKシブゲキ!!」にて上演された。脚本は沙川りさ、演出は高橋優太。
2023年1月18日から22日には、第2弾『穏やか貴族の休暇のすすめ。2〜とある料理人の野望（アリア）〜』がシアター・アルファ東京にて上演された。

#### キャスト（舞台）
第1弾
- リゼル - 上遠野太洸
- ジル - 新井將
- イレヴン - 斉藤秀翼
- スタッド - 三井淳平
- ジャッジ - 村松健太
- ナハス - 樽田泰宏
- 謎の貴族の娘 - 松岡拓弥
- 謎の貴族 - 東達也
- 謎の貴族の執事 - 堀田怜央
- ナハスの部下の兵士 - 清水弘樹
- 王都民の男 - 三小田芳樹
- アンサンブル - 永井良、小塚貴揮
- 精鋭(前髪)  - 中林登生
- 宿主 - 永田彬

第2弾
- リゼル - 中島拓人
- ジル - 中山優貴
- イレヴン - 熊澤歩哉
- スタッド - 河合健太郎
- ジャッジ - 松島博毅
- ヒスイ - 鈴木祐大
- 料理人 - 龍人
- シャドウ - 鈴木翔音
- レイ - 小谷嘉一
- アンサンブル - 遠藤佑哉
- アンサンブル - 武岡宏樹

### テレビアニメ
2026年1月より放送予定。

#### スタッフ (テレビアニメ)
- 原作 - 岬『穏やか貴族の休暇のすすめ。』（TOブックス刊）[59]
- 原作イラスト - さんど[59]
- 漫画 - 百地[59]
- 監督 - 能田健太[59]
- シリーズ構成 - 鈴木洋介[59]
- キャラクターデザイン - 藤原彰人[59]
- 音楽 - 山下康介[59]
- アニメーション制作 - SynergySP[59]
- アニメーション制作協力 - アセンション[59]